# Sandy (perro)
Sandy (1984 - 1998) fue un perro actor, conocido por interpretar a Brandon en la serie Punky Brewster.

## Biografía
Sandy nació en 1984. Interpretó a Brandon en 1984 hasta 1988 en la serie Punky Brewster, Brandon era el perro cariñoso y tierno de Punky que lo llevaba a todas partes. Aprendió muy bien su papel, ya que aprendió a montar en motopatín en un par de días.
El hermano de Sandy, Brandy, apareció también en la serie interpretando al mismo perro, pero como se notaba mucho la diferencia entre cada perro cuando crecieron, dejaron que actuara solamente a Sandy. Glen Garner, el entrenador, fue el que decidió que Sandy siguiera participando en la serie, aunque Brandy era más inteligente y físicamente capaz de hacer mejor el papel.
Después de que la serie terminara en 1988  Sandy fue adoptada por una familia. Uno de los jóvenes de la familia fue el encargado de decirle a Soleil Moon Frye que Sandy falleció, y no reveló la fecha.